# 48416 Кармеліта
48416 Кармеліта (48416 Carmelita) — астероїд головного поясу, відкритий 24 січня 1988 року.
Тіссеранів параметр щодо Юпітера — 3,168.